# Зоряний склеп
«Зоряний склеп» (англ. Starcrypt) — американський фантастичний фільм 1996 року.

## Сюжет
На Землі і в космосі вирує одна з численних колоніальних війн. Ареною поєдинку стала вся галактика. На планеті Міранда спалахує заколот. Спецпідрозділ на чолі з капітаном Паррісом і найманцем Галеоном покликаний взяти бунтівного полковника. Але прибувши на планету Харибда-5, вони зустрічають ціле скопище секретів давно загиблої космічної цивілізації.

## У ролях
- Маттіас Хьюз — Галеон
- Майкл Бланкеншіп — Таннер
- Ларрі Фінч — полковник Вектор
- Донна Лефферті — Містрін
- Крейг Дж. МакІнтайр — Істота
- Даміан Паппахреніс — капітан Роберт Перріс
- Марк Салт — Кіль